# Шампаньи (Кот-д’Ор)
Шампаньи́ (фр. Champagny) — коммуна во Франции, находится в регионе Бургундия. Департамент коммуны — Кот-д’Ор. Входит в состав кантона Сен-Сен-л’Аббеи. Округ коммуны — Дижон.
Код INSEE коммуны — 21136.

## Население
Население коммуны на 2010 год составляло 37 человек.
| 1962 | 1968 | 1975 | 1982 | 1990 | 1999 | 2010 |
| ---- | ---- | ---- | ---- | ---- | ---- | ---- |
| 40   | 33   | 37   | 28   | 32   | 27   | 37   |

## Экономика
В 2010 году среди 20 человек трудоспособного возраста (15—64 лет) 19 были экономически активными, 1 — неактивным (показатель активности — 95,0 %, в 1999 году было 75,0 %). Из 19 активных жителей работали 19 человек (10 мужчин и 9 женщин), безработных не было. Среди 1 неактивного 0 человек были учениками или студентами, 0 — пенсионерами, 1 был неактивным по другим причинам.